# Игнатов, Андрей Александрович
Андре́й Алекса́ндрович Игна́тов (род. 3 февраля 1968) — советский и российский легкоатлет, специалист по прыжкам в длину. Выступал за сборные СССР и России по лёгкой атлетике в 1990-х годах, многократный победитель и призёр первенств национального значения, участник летних Олимпийских игр в Атланте. Представлял Краснодарский край и ЦСКА.

## Биография
Андрей Игнатов родился 3 февраля 1968 года. Занимался лёгкой атлетикой в Краснодарском крае, выступал за Вооружённые силы.
Впервые заявил о себе в прыжках в длину на всесоюзном уровне в сезоне 1990 года, когда одержал победу на чемпионате СССР в Киеве. Попав в состав советской национальной сборной, должен был стартовать на Играх доброй воли в Сиэтле, но в итоге на старт здесь не вышел.
После распада Советского Союза выступал за российскую легкоатлетическую сборную. Так, в 1994 году стал серебряным призёром на зимнем чемпионате России в Липецке и на летнем чемпионате России в Санкт-Петербурге — в обоих случаях уступил москвичу Дмитрию Багрянову. Отметился выступлением на чемпионате Европы в Хельсинки, но в финал здесь не вышел.
В 1995 году взял бронзу на зимнем чемпионате России в Волгограде, с личным рекордом в 8,34 метра победил на летнем чемпионате России в Москве, занял девятое место на чемпионате мира в Гётеборге, стал серебряным призёром на Всемирных военных играх в Риме.
На чемпионате России 1996 года в Санкт-Петербурге получил бронзовую награду. Благодаря череде удачных выступлений удостоился права защищать честь страны на летних Олимпийских играх в Атланте — прыгнул здесь на 7,83 метра, расположившись в итоговом протоколе соревнований на 11-й строке.
После атлантской Олимпиады Игнатов остался в составе российской легкоатлетической сборной на ещё один олимпийский цикл и продолжил принимать участие в крупнейших международных стартах. Так, в 1997 году он выиграл бронзовую медаль на зимнем чемпионате России в Волгограде, завоевал золотую медаль на летнем чемпионате России в Туле, отметился выступлением на чемпионате мира в Афинах.
В 1999 году добавил в послужной список бронзовую награду, полученную на зимнем чемпионате России в Москве, взял верх над всеми оппонентами на летнем чемпионате России в Туле, стартовал на чемпионате мира в Севилье.
Впоследствии оставался действующим спортсменом вплоть до 2003 года, хотя в последнее время уже не показывал сколько-нибудь значимых результатов на международной арене.